# 涼凪
涼凪（すずな、2002年5月25日 - ）は、日本の女優、モデルである。Bites.inc（バイツ）所属。かつてはトヨタオフィスに所属していた。